# 토르프 사네피오르 공항

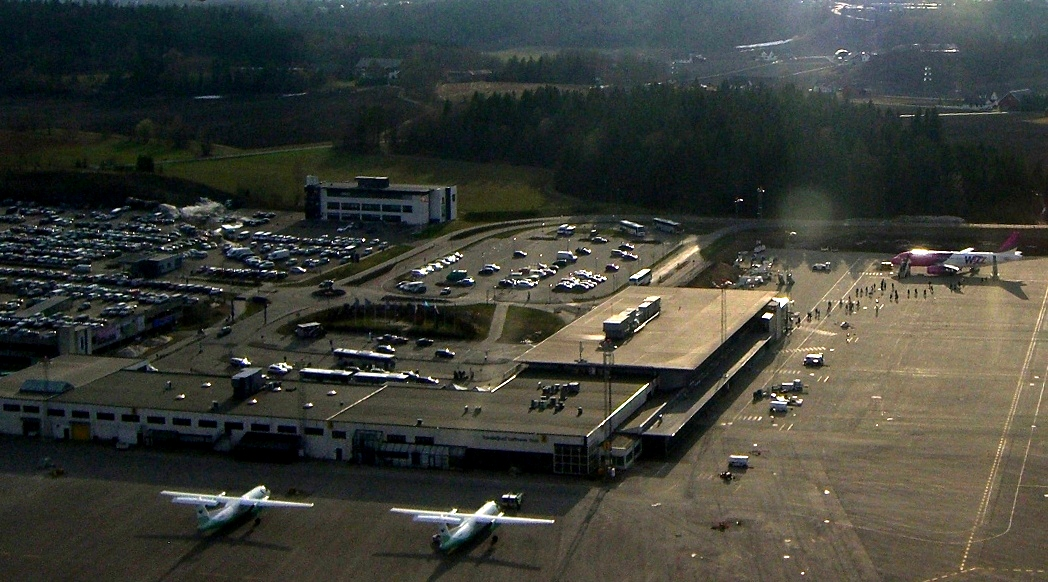
토르프 사네피오르 공항

토르프 사네피오르 공항(노르웨이어: Sandefjord lufthavn, Torp, IATA: TRF, ICAO: ENTO)은 노르웨이 베스트폴주 사네피오르에 소재한 공항이다. 사네피오르에서 북동쪽으로 7.4km (4.6마일), 오슬로에서 남쪽으로 110km (68마일) 떨어진 공항이다. 2016년에 뤼게 모스 공항이 폐쇄된 후로 외스틀란데트에서 두 번째로 큰 공항이다.